# 関種子
関 種子（せき たねこ、1907年（明治40年）9月18日 - 1990年（平成2年）6月6日）は、昭和期のソプラノ歌手。本名は秋山種子。

## 経歴
岡山県出身。小学生の頃から琴に親しみ、上京後、東京府立第二高等女学校から東京音楽学校に進学。ドイツリートをマルゲレーテ・ネトケ＝レーヴェに師事。在学中に結婚し、本科を首席で卒業後、坪内逍遥原作・山田耕筰作曲の歌劇「堕ちたる天女」で楽壇デビュー。クラシックのソプラノ歌手として活躍を始めた。
「堕ちたる天女」の抜粋をコロムビアレコードに吹き込んだのが縁となり、1931年（昭和6年）同社からデビュー。「窓に凭（もた）れて」、「嘆きの夜曲」、「あけみの唄」、「日本橋から」など、主に初期の古賀メロディーをヒットさせている。また、1935年（昭和10年）には新興映画「突破無電」の主題歌「雨に咲く花」が約50万枚を売り上げるヒット。この曲は日中戦争開戦後、歌詞が女々しいという理由で発禁処分となった。1936年（昭和11年）、国民歌謡が始まると奥田良三らと共に、しばしば歌唱指導に起用された。1937年（昭和12年）、ポリドールに移籍し、「じゃがたら文」「初恋の丘」「明日なき恋」「千人針」「戦陣訓の歌」などをレコーディングしている。一方、武蔵野音楽学校や東洋音楽学校で講師を務め、戦時中は軍需工場への慰問にも参加した。
戦後は、藤原歌劇団、東京オペラ協会などの公演に出演。グルリット・オペラ協会にも参加し、1956年（昭和31年）には、長門美保、佐藤美子、四家文子らとコンセールFを結成した。また、国立音楽大学、名古屋芸術大学の教授、東京藝術大学の講師なども務め、門下生も多数輩出している。
1974年（昭和49年）紫綬褒章を受章。1981年（昭和56年）には勲四等宝冠章を受章した。
1990年（平成2年）6月6日に腎不全で死去。満82歳没。娘は女優の関弘子である。
結婚前の旧姓が秋山であり、うたごえ運動で知られる関鑑子は義姉であった。
代表曲の一つ「雨に咲く花」は1938年（昭和13年）、淡谷のり子が歌詞を変更して「日暮の窓で」の曲名でカバーしたがヒットせず。戦後、1954年（昭和29年）に山路えり子が原曲の歌詞でカバーするがヒットせず。しかし、1960年（昭和35年）にロカビリー歌手の井上ひろしがカバーすると関のオリジナルを凌ぐ約100万枚の大ヒットとなる。このとき2番と3番の歌詞を誤って歌ったことも話題になった。オリジナルの関、リバイバルヒットとなった井上共にB面吹き込みである。その後、1967年（昭和42年）に三島敏夫がカバーし、1969年（昭和44年）に淡谷が原曲の歌詞で再吹き込みし、1972年（昭和47年）にぴんからトリオが、1975年（昭和50年）に美空ひばりがカバーし、さらに石原裕次郎と大月みやこが自身のアルバムに収録した。1991年（平成3年）に青江三奈と山口蘭子（山口盤は関の原曲をカップリングに収録）の競作でCDシングルとして発売し、1991年11月時点で2種合計で7万枚近くを売り上げている。1990年製作（日本公開は1991年）のアメリカ映画『愛と哀しみの旅路』では、関の歌う原曲が挿入歌として使用された。

## 主な舞台出演
- 日本楽劇協会公演『堕ちたる天女』第7の天女（1929年12月3～29日、歌舞伎座）[3]
- カプリ歌劇団公演『ラマモーアの花嫁』ルチア（1933年5月6日、日比谷公会堂）[4]
- 『ヘンゼルとグレーテル』グレーテル（1934年12月17日・1935年1月20日、帝国ホテル演芸場）[5]
- 金曜会公演『カルメン』ミカエラ（1935年3月24～26日、軍人会館）[6]
- ヴォーカル・フォア公演『ファウスト』マルガレーテ（1937年12月8日、日比谷公会堂）[7]
- 藤原歌劇団公演『ラ・ボエーム』ミミ（1947年2月13～23日、帝国劇場）[8]
- 藤原歌劇団公演『ドン・ファン』ツェルリーナ（1948年12月14～27日、帝国劇場）[9]
- 藤原歌劇団公演『カルメン』ミカエラ（1949年1月15～28日、帝国劇場）[10]
- 関西オペラ協会公演『椿姫』ヴィオレッタ（1949年6月18・19日、大阪朝日会館）[11]
- 藤原歌劇団公演『椿姫』ヴィオレッタ（1950年2月15～28日、有楽座）[12]
- 都民劇場公演『アルカンタラの医者』イサベラ（1950年7月21～23日、日比谷公会堂）[13]
- 東京オペラ協会公演『トゥーランドット』トゥーランドット（1951年6月28～7月1日、日比谷公会堂）[14]
- NHK公演『ヘンゼルとグレーテル』母親（1951年12月24日、日比谷公会堂）[15]
- 芸術祭オペラ公演『フィガロの結婚』スザンナ（1952年10月27～29日、歌舞伎座、11月3日日比谷公会堂で再演）[16]
- グルリット・オペラ協会公演『魔笛』パミーナ（1953年2月2・3日、日比谷公会堂）
- グルリット・オペラ協会公演『魔笛』パミーナ（1953年3月28日、日比谷公会堂）
- グルリット・オペラ協会公演『椿姫』ヴィオレッタ（1953年9月1日、高知中央公民館）
- グルリット・オペラ協会公演『ジプシー男爵』ザッフィ（1953年9月9-13日、日本青年館ホール）
- グルリット・オペラ協会公演『ドン・ジョヴァンニ』ツェルリーナ（1953年10月24～28日、帝国劇場、11月16日、宝塚大劇場）
- グルリット・オペラ協会公演『魔笛』パミーナ（1953年12月5・12・22日、日比谷公会堂）
- コンセールfオペラ公演『電話』ルーシー（1957年12月19日、読売ホール）

## NHK放送歌劇出演
- 1932年4月22日放送『ラ・ボエーム』ムゼッタ[17]
- 1933年5月14日放送『ルチア』ルチア[17]
- 1934年5月24日放送『ファウスト』マルガレーテ[17]
- 1940年1月20日放送『魔笛』パミーナ[18]
- 40年9月28日放送『ヘンゼルとグレーテル』グレーテル[18]
- 1946年8月31日放送『魔笛』（第1回）パミーナ[19]
- 46年9月7日放送『魔笛』（第2回）